# Mjare
Mjare (en georgiano: მხარე Mkhare) es una subdivisión administrativa territorial de Georgia, que puede ser un equivalente a región.
El país está dividido, de acuerdo con los decretos del Presidente de Georgia de 1994 y 1996, en regiones de forma provisional hasta la resolución de los conflictos secesionistas en Abjasia y Osetia del Sur. La administración de la región o Mjare está encabezada por un Comisionado Estatal (en georgiano: სახელმწიფო რწმუნებული, sakhelmts'ipo rts'munebuli), informalmente tratado como "gobernador", y nombrado oficialmente por el presidente de Georgia.
Las regiones o Mjare se subdividen en raionis o distritos.
Hay 9 Mjare en Georgia (la capital regional entre paréntesis)
- Guria (Ozurgeti)
- Imereti (Kutaisi)
- Kajeti (Telavi)
- Kvemo Kartli (Rustavi)
- Mtsjeta-Mtianeti (Mtsjeta)
- Racha-Lechjumi y Kvemo Svaneti (Ambrolauri)
- Samegrelo-Zemo Svaneti (Zugdidi)
- Samtsje-Yavajeti (Ajaltsije)
- Shida Kartli (Gori)

- Datos: Q1210300
- Multimedia: Regions of Georgia / Q1210300